# Tomoxena flavomaculata
Tomoxena flavomaculata là một loài nhện trong họ Theridiidae.
Loài này thuộc chi Tomoxena. Tomoxena flavomaculata được Eugène Simon miêu tả năm 1895.